# Мгоян, Шакро Худоевич
Шакро Худоевич Мгоян (12.04.1930 - 01.02.2007) - доктор исторических наук (1979), профессор (1985), академик НАН РА (1996, член-корреспондент АН Армянской ССР с 1990). Курдолог.

## Биография
Родился в Армении, в известном селе Алагяз Апаранского района в многодетной семье председателя сельского совета Худо Мгояна и его жены Майанэ.
В 1948 году, после окончания школы, поступил на исторический факультет Ереванского педагогического института. В 1952 году, окончив учебу с отличием и получив диплом историка, Шакро Мгоян начал работать учителем истории в средней школе родного села.
В начале 1955 года, с возобновлением издания курдской газеты «Рйа Таза» («Новый путь»), выпуск которой был приостановлен в 1938 году, он стал заведующим отделом газеты, а в 1956 году был назначен заместителем главного редактора.
В 1960 году, оставив ответственную должность в газете, Шакро Мгоян поступил на работу в качестве рядового сотрудника в только созданную группy курдоведения сектора востоковедения Института истории Академии Наук Армянской ССР (позже сектор был преобразован в Институт востоковедения АН Армянской ССР, а группа – в отдел курдоведения). В 1963 году защитил диссертацию на соискание учёной степени кандидата исторических наук по теме: «Курдское национально—освободительное движение в Ираке после второй мировой войны».
В 1978 году в Москве, в Институте востоковедения Академии Наук СССР защитил докторскую диссертацию по теме «Проблема национальной автономии курдского народа в Иракской республике».
С 1981 по 1994 год заведовал отделом курдоведения Института востоковедения Национальной Академии Наук Республики Армения. В 1985 году получил звание профессора.
В 1990 году Шакро Мгоян был избран членом—корреспондентом, а в 1996 году - академиком Национальной Академии Наук Республики Армения.
С 1968 по 1994 год, наряду с работой в Академии Наук, читал лекции по истории Курдистана и арабских стран на факультете востоковедения Ереванского Государственного Университета. Фактически им впервые была составлена программа преподавания истории курдского народа с древнейших времен до современности для высших учебных заведений. В 1994 году в Москве по его инициативе и совместно с ведущими востоковедами бывшего СССР был основан  Центр курдских исследований, который возглавил Шакро Мгоян. За годы работы Центра было издано 14 книг, проведено множество научных конференций и семинаров, пресс-конфереций о положении в Южном Курдистане. С 2002 года Шакро Мгоян являлся также ведущим научным сотрудником Института Востоковедения Российской Академии Наук. Академик Шакро Худоевич Мгоян скоропостижно скончался 1 февраля 2007 года в Москве. Похоронен в родном селе Алагяз в Армении.

## Научная деятельность
Ш.Х.Мгоян в течение без малого полувека вёл активную научную работу по курдоведению, став автором более чем ста научных трудов. Многолетняя плодотворная деятельность в области курдоведения принесла ему славу одного из наиболее авторитетных специалистов по  Иракскому Курдистану в СССР, а затем и в Российской Федерации. В его трудах исследовались почти все аспекты проблем Иракского Курдистана, курдского национально-освободительного движения в Ираке, а также Мосульского вилайета Османской империи как в исторической ретроспективе, так и того периода, современником которого он был.
Крупнейшим вкладом в курдоведение была монография «Проблема национальной автономии курдского народа в Иракской Республике (1958 - 1970 r.г.), изданная в 1977 году в Ереване в издательстве Академии наук Армянской ССР, на основе которой в Москве в Институте востоковедения АН СССР им была защищена докторская диссертация. После подписания в 1972 году советско-иракского договора о дружбе и сотрудничестве Ирак стал одним из важнейших союзников СССР в регионе, между КПСС и партией Баас были установлены тесные контакты. СССР уже было не до курдов. Спустя три года после подписания соглашения, курдское национально-освободительное движение оказалось в глубоком кризисе. Из-за союзнических отношений между СССР и Ираком тема Иракского Курдистана в Советском Союзе была предана забвению, а курдское национально-освободительное движение подвергалось критике. Монография Шакро Мгояна, и, тем более, её защита в качестве докторской диссертации в главном востоковедческом центре СССР в то время являлись подвигом. Впоследствии представители курдского национально-освободительного движения в Иракском Курдистане рассказывали, что эта книга частями переводилась на курдский язык и распространялась в горах, поддерживая дух участников освободительной борьбы. Примечательно, что многие в Иракском Курдистане после защиты докторской диссертации и издания монографии считали, что Шакро Мгоян имеет большую поддержку в высоких инстанциях СССР. Между тем это было результатом его тяжелого труда, борьбы с оппонентами и веры в свою правоту. Даже в самое тяжёлое для освободительного движения время Ш.Х.Мгоян не переставал верить в его успех, изучая и доказывая его перспективность.
Большим вкладом в советское и мировое курдоведение стала монография академика Шакро Мгояна «Курдский национальный вопрос в Ираке в новейшее время.» (Москва, «Наука», Главная редакция восточной литературы, 1991 год, 324 стр.), в которой автором комплексно исследована национально-освободительная борьба в Южном Курдистане в период с начала первой мировой войны и до середины 70-х годов. Шакро Мгоян является также автором десятков научных статей по различным аспектам курдоведения.
Читая курс истории Курдистана в Ереванском государственном Университете, академик Мгоян задумал подготовку отдельной книги по этой теме. В 1999 году его замысел был осуществлен, и Центром курдских исследований в Москве была издана книга «История Курдистана». На сегодняшний день это уникальный труд, освещающий историю курдского народа с древнейших времен до современности на высоком академическом уровне.
Благодаря трудам Шакро Худоевича Мгояна (Мгои), научные, общественные и академические круги СССР и постсоветского пространства знакомились с национально-освободительным движением в Южном Курдистане. Его вклад в дело изучения Южного Курдистана невозможно переоценить. В Республике Армения высоко ценят результаты многолетней научной деятельности академика Мгояна. В частности, школа в родном селе Алагяз носит его имя.